# Властіміл Бабула
Властіміл Бабула (чеськ. Vlastimil Babula; 2 жовтня 1973, Угерський Брод) — чеський шахіст, гросмейстер від 1997 року.

## Шахова кар'єра
1989 року завоював звання чемпіона Чехії серед юнаків до 16 років. Рік по тому на чемпіонаті Чехословаччини серед юнаків до 18 років посів 3-тє місце. Дуже вдалого для себе 1993 року здобув у Калькуті звання віце-чемпіона світу серед юнаків до 20-ти років, переміг на чемпіонаті Чехії в особистому заліку, а також посів 4-те місце на чемпіонаті Європи до 20-ти років, який відбувся у Веєні. У 1994 році здобув бронзову медаль на чемпіонаті Чехії. 1995 року святкував перемогу в Лазне-Богданечі, а також в Зліні (разом з Сергієм Мовсесяном). 1997 року був другим (позаду Томаша Полака) в Оломоуці. У 1998 році поділив 1-ше місце (з Лівіу-Дітером Нісіпяну, Золтаном Алмаші i Бартоломеєм Мацеєю) на зональному турнірі що відбувся в Криниці, завдяки чому наступного року виступив у Гронінгені на чемпіонаті світу ФІДЕ за нокаут-системою, де програв у 1-му раунді Талеві Шакеду. Також посів 2-ге місце (позаду Володимира Сєргєєва) на відкритому чемпіонаті Словаччини. 2002 року переміг на турнірі за швейцарською системою в Граці. У 2003 році посів 2-ге місце в Пардубице, а також поділив 1-ше місце в Граці. 2004 року досягнув аналогічного успіху в Оломоуці. Наступного року здобув третю в кар'єрі медаль чемпіонату Чехії в особистому заліку (бронзову), а 2007-го — четверту (срібну). Також 2007 року досягнув ще одного успіху, вдруге перемігши (разом з Віктором Лазнічкою) в Пардубіце. У 2008 році вдруге у своїй кар'єрі переміг на чемпіонаті Чехії в особистому заліку.
Неодноразово представляв збірну Чехії на командних змаганнях, зокрема,:
- десять разів на шахових олімпіадах (1994, 1996, 1998, 2000, 2002, 2004, 2006, 2008, 2010, 2012); медаль: в особистому заліку — срібна (2010 — на 5-й шахівниці)[3],
- сім разів на командних чемпіонатах Європи (1999, 2003, 2005, 2007, 2009, 2011, 2013); медаль: в особистому заліку — золота (2003 — на 3-й шахівниці)[4],

Найвищий рейтинг Ело дотепер мав станом на 1 жовтня 2008 року, досягнувши 2608 пунктів, посідав тоді 3-тє місце серед чеських шахістів.

## Зміни рейтингу
| На цьому місці має відображатися графік чи діаграма, однак з технічних причин його відображення наразі вимкнено. Будь ласка, не видаляйте код, який викликає це повідомлення. Розробники вже працюють для того, щоби відновити штатне функціонування цього графіка або діаграми. | |
| | На цьому місці має відображатися графік чи діаграма, однак з технічних причин його відображення наразі вимкнено. Будь ласка, не видаляйте код, який викликає це повідомлення. Розробники вже працюють для того, щоби відновити штатне функціонування цього графіка або діаграми. |